# Partovca
Partovca pri Šenttomažu, (nemško Portendorf)  () je zgodovinsko naselje osrednje južne Koroške na Celovškem polju v občini Štalenska gora (stara občina Šenttomaž pri Celovcu) v Avstriji z nekdanjim gradom in kapelico iz leta 1185.

## Poimenovanje
Pavel Zdovc je zapisal rabo krajevnega imena kot sledi: Partovca (á) pri Šenttomažu; na Partovci, na Pártovci, na Partovco, s Partovce.

## Zgodovina
Leta 1267 sta bila "Iacobus in Pabo de Bartendorf" prvič omenjena v dokumentu kot člana družine, ki je dala ime vasi. Po Wadlovem mnenju so bili Partovčani "verjetno prvotno kmečka družina kosezov, ki se je povzpela med vojvodske viteške služabnike in je bila obdarjena z fevdi".  Poleg tega je bilo "6 hub v Partovci in 3 hube v Blažnji vasi ter t.i. Brennamt („urad sežiganja“) povezanih z malim plemiškim sedežem ... kot knežji fevdi".

### "Brennamt" / "urad sežiganja"
Srednjeveška kronista Janez Vetrinjski (*1270; † med 30. julijem 1347 in 31. oktobrom 1347]] in opat cistercijanske opatije Vetrinj pri Celovcu ter Jakob Unrest (* 1430, †1500) poročata o tem „skrivnostnem“ uradu sežiganja, (nemško Brennamt).
Janez Vetrinjski navaja starejšo razlago, "po kateri je bila ta služba zgolj prižiganje grmade v čast knezu med čaščenjem. To bi lahko bil zadnji ostanek časa, ko so se koseški kmetje med seboj sporazumevali z ognjenimi signali kot del svojih vojaških dolžnosti." 
Walther Fresacher je v zvezi s tem opozoril, da se "na nekdanjih poselitvenih območjih kosezov pogosto pojavlja hišno in družinsko ime "Brenner".
Jakob Unrest je celo menil, "da so lahko Partovčani med poklonitvijo na  Gosposvetskem polju in podelitvijo fevdov na Koroškem 'po mili volji požigali in sežigali' ali pa namesto tega plenili.
Vsekakor se po Wadlovem mnenju celo poznosrednjeveškim pravnim učenjakom „ni zdelo primerno nobeno od tolmačenj nenavadnega in barbarskega privilegija“.
Z vidika pravne zgodovine je dokaj zanimivo dejstvo, da so zgodnjesrednjeveški urad oziroma pravno utemeljeni privilegij, ki ga je mogoče razlagati kot izrastek „personalnega načela“, habsburški uradniki šele leta 1602 razglasili za zastarelega. Wadl navaja naslednje: »da je nekrščanska in 'v nasprotju z ljubeznijo do bljižnjih ... škodljiva svoboda', ter da 'se je ne sme več podeljevati in dovoljevati« 

### Lastniška struktura
Družina Mordax, ki je dobila posestvo z dedovanjem, se v začetku 15. stoletja pojavi med lastniškimi družinami. V drugi polovici 16. stoletja pa so se obrnili k protestantizmu, "zato se je ena od vej družine izselila v Nürnberg".  Že leta 1600 pa je bilo "posestvo Partovca z nakupom preneseno na Wilhelma Langenmatela, ki so mu v naslednjih dveh stoletjih sledili številni drugi kratkoročni lastniki".  Leta 1904 je posestvo Partovca kupil celovški industrijski mogotec Sigmund Fischl, po katerem se imenuje četrt v Celovcu. Leta 1904 je dal grad razstreliti in porušiti. 

## Grad
Poleg nekaj fotografij gradu pred in po namerni rušitvi leta 1904 sta se ohranila še bakrena gravura v Valvasorjevi "Topographia archiducatus Carinthiae" iz leta 1688 in risba s svinčnikom Marka Pernharta iz okoli leta 1850, ki je leta 1853 po naročilu Maxa von Mora izdelal vrsto risb koroških gradov in dvorcev.
Srednjeveški grajski kompleks je po prezidavah konec 15. in v začetku 16. stoletja v drugi četrtini in okoli sredine 16. stoletja dobil obliko v bistvu pravilnega štirikrilokotnega kompleksa na treh straneh. Na četrti strani so ostale starejüi deli gradu, kar je pustilo na splošno neenakomeren vtis. Zaprto notranje dvorišče je bilo opremljeno z dvonadstropnimi(?) stebriščnimi arkadami. Sredi 17. stoletja je bila jugovzhodnemu krilu dodana polnadstropna zgradba z baročnimi volovskimi očesi (prečne ovalne odprtine).
Leta 1904 je bil renesančni grad neuporaben, "vendar nikakor ne v posebej slabem stanju". 
V vsakem primeru je predvsem pomanjkanje kakršne koli funkcije pripeljalo do "- z današnjega vidika - nepotrebnega in barbarskega rušenja in popolne demontaže" gradu. 

## Grajska kapelica
Grajska kapela v Partovci je ena najstarejših cerkvenih stavb v občini Štalenska Gora in je bila zgrajena v neposredni bližini, jugovzhodno od gradu. Leta 1185 jo je posvetil škof Dietrich von Albeck iz Krke v čast Sveti Trojici in svetemu Nikolaju.
Prvotno je bila plemiška cerkev (v lasti plemstva), kar pomeni, da so njeni ustanovitelji imenovali duhovščino in so lahko prosto razpolagali s cerkvenim premoženjem. Prav to dejstvo značaja »plemiških cerkva« je razlog, da je bila večina podružničnih cerkva v okolici (celo grajska kapela v Partovci) vedno opremljena s pokopališči. "
Od prvotne visokoromanske cerkve z ladjo in ravnim stropom so ostali le temeljni zidovi, saj je bila v zgodovini večkrat prezidana. Romanska lijakasta okna na južni strani so zazidana. Ohranjena sta dva rimska kamna, eden z napisom, ki ni več popoln, drugi pa je žalni genij. Leta 1522 (napis na koru) je bila apsida v veliki meri porušena in nadomeščena s poznogotskim 5/8 prezbiterijem z rombičnim sklepnikom. Zaradi turške grožnje so nad korom zgradili obrambno nadstropje in ga opremili s ključnimi oboki. Zahodni grebenski stolpič z zvonom je iz leta 1727, medtem ko je manjši preddvor z dvema tufovima stebroma novejšega datuma, čeprav slednja morda izvirata iz arkadnega grajskega dvorišča.
Prostorna in svetla ladja ima oglejski triumfalni obok proti korju. Eleganten oltar je iz sredine 18. stoletja v rokokojskem slogu in ima žrtvene portale. Oltarna slika prikazuje Marijino kronanje v rocaille okvirju, nad njo pa je lik svetega Nikolaja. Nad žrtvenimi portali stojita podobi svete Katarine in svetega Nikolaja.
Na stenah ladje visijo še štiri slike iz 17. in 18. stoletja (Marija Magdalena in Janez Krstnik ter Donat in Florijan). 